# Penney Farms
Penney Farms es un pueblo ubicado en el condado de Clay en el estado estadounidense de Florida. En el Censo de 2010 tenía una población de 749 habitantes y una densidad poblacional de 206,86 personas por km².

## Geografía
Penney Farms se encuentra ubicado en las coordenadas 29°58′49″N 81°48′39″O / 29.98028, -81.81083. Según la Oficina del Censo de los Estados Unidos, Penney Farms tiene una superficie total de 3.62 km², de la cual 3.62 km² corresponden a tierra firme y (0%) 0 km² es agua.

## Demografía
Según el censo de 2010, había 749 personas residiendo en Penney Farms. La densidad de población era de 206,86 hab./km². De los 749 habitantes, Penney Farms estaba compuesto por el 90.39% blancos, el 6.54% eran afroamericanos, el 0% eran amerindios, el 0.93% eran asiáticos, el 0% eran isleños del Pacífico, el 0.67% eran de otras razas y el 1.47% pertenecían a dos o más razas. Del total de la población el 1.07% eran hispanos o latinos de cualquier raza.